# ADC Airlines
ADC Airlines — колишня авіакомпанія Нігерії зі штаб-квартирою в місті Ікеджа (Лагос), яка працювала у сфері регулярних і регіональних чартерних пасажирських перевезень аеропортів міст всередині країни і за її межами.
Портом приписки авіакомпанії і її головним транзитним вузлом (хабом) був міжнародний аеропорт імені Муртали Мохаммеда в Лагосі.

## Історія
В грудні 1984 року була утворена керуюча компанія «Aviation Development Company plc», яка в 1990 році сформувала авіакомпанію ADC Airlines. Новий авіаперевізник почав операційну діяльність 1 січня 1991 року. У 1994 році компанія пройшла процедуру публічного акціонування та розмістила свої акції на Нігерійської фондової біржі.
До 1992 році ADC Airlines розгорнула маршрутну мережу регулярних пасажирських перевезень аеропорти міст Калабар, Порт-Харкорт, Лагос, Абуджа і Кадуна, а також на регіональних міжнародних напрямках: в Монровію (Ліберія), Фрітаун (Сьєрра-Леоне), Конакрі (Гвінея), Банжул (Гамбія) і Аккри (Гана).
У 2000 році керуюча компанія ухвалила рішення призупинити всі польоти ADC Airlines з метою її рекапіталізації. У лютому 2002 року флот перевізника поповнився літаком Boeing 737-200, і в тому ж місяці лайнер почав працювати на регулярному маршруті Лагос-Калабар. Пізніше в експлуатацію були введені ще три літаки Boeing 737.
У 2007 році ADC Airlines не пройшла процедури рекапіталізації та перереєстрації в Управлінні цивільної авіації Нігерії (NCAA), яку за розпорядженням уряду повинні були пройти всі авіакомпанії країни в термін до 30 квітня 2007 року. Тим самим, ADC Airlines разом з шістьма іншими авіакомпаніями країни (Fresh Air, Sosoliso Airlines, Albarka Air, Chrome Air Service, Dasab Airlines і Space World Airline) не отримала дозвіл на виконання комерційних авіаперевезень і припинила подальшу операційну діяльність у 2007 році.

## Маршрутна мережа

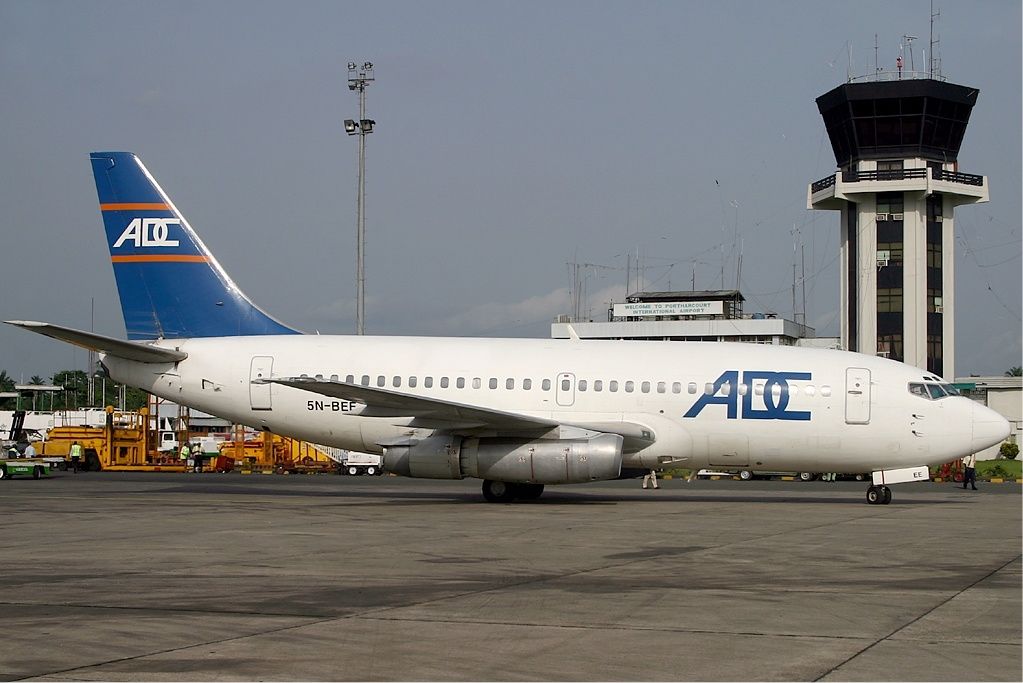
Boeing 737-200 авіакомпанії ADC Airlines в міжнародному аеропорту Порт-Харкорт

У лютому 2005 року маршрутна мережа авіакомпанії ADC airlines виконувала понад 120 регулярних рейсів на тиждень за наступними пунктами призначення:
- з Абуджі в Лагос, Сокото і Йолу
- з Калабара в Лагос і Порт-Харкорт
- з Лагоса в Абуджу, Калабар, Порт-Харкорт, Сокото і Йолу
- з Порт-Харкорта в Калабар і Лагос
- з Сокото в Абуджу і Лагос
- з Йоли в Абуджу і Лагос

Всі рейси тимчасово зупинялися після авіакатастрофи рейсу 053.

## Флот
У жовтні 2006 року повітряний флот авіакомпанії ADC Airlines становили такі літаки:
- 3 Boeing 737-200

### Колишні
Раніше компанія експлуатувала один Boeing 707-338C, два BAC 1-11, три Boeing 727, три Douglas DC-9, один Lockheed L-1011 TriStar і один ATR 42.

## Авіаподії і нещасні випадки
- 7 листопада 1996 року. Літак Boeing 727-231 (реєстраційний 5N-BBG) виконував регулярний рейс 086 з міжнародного аеропорту Порт-Харкорт в Лагос. У процесі зниження при заході на посадку екіпаж спробував уникнути зіткнення з іншим літаком, у результаті чого лайнер увійшов у штопор і розбився в 30 кілометрах від аеропорту призначення. На борту перебували 134 пасажирів і 10 членів екіпажу, всі загинули.

- 29 жовтня 2006 року. Літак Boeing 737-2B7 (реєстраційний 5N-BFK), який прямував регулярним рейсом 053 Абуджа-Сокото, зазнав аварії відразу після зльоту з міжнародного аеропорту імені Ннамбі Азіківе. Лайнер впав у полі, загинули 104 людини на борту і жінка, яка працювала в полі,  дев'яти пасажирам вдалося вижити[4]. Причиною катастрофи названі погані метеоумови — екіпаж перед вильотом тричі попереджався про сильному поривчастому вітрі і насувається на аеропорт грозовому фронті, однак ухвалив рішення на зліт. У катастрофі загинули духовний лідер нігерійських мусульман султан Мохаммаду Массідо, два сенатори (один з них був сином Массідо), віце-губернатор нігерійського штату Сокото й інші відомі люди і високопоставлені особи[5][6][7].